# Hit House (dokumentarfilm)
Hit House er en dansk dokumentarfilm fra 1965 instrueret af Henning Kristiansen.

## Handling
Filmen er optaget i Hit House 2. december 1964. The Hitmakers, Les Amis, Danish Sharks, The Defenders og Peter Belli & Les Rivals optræder.